# Папуа Нова Гвінея ЗПГ
Папуа Нова Гвінея ЗПГ (Papua New Guinea LNG, PNG LNG) – завод із зрідження природного газу, споруджений поблизу Порт-Морсбі.
Значні ресурси газу відкрили в Центральному Нагір`ї Нової Гвінеї ще у 1990-х роках, проте їх розробка певний час не розпочиналась через слабку інфраструктуру в районі самих родовищ, що вирізняється надважкими кліматичними умовами, та відсутність системи доставки газу до споживачів. Як один з варіантів розглядали спорудження трубопроводу довжиною кілька тисяч кілометрів до Австралії, проте в підсумку зупинились на менш витратному проекті створення потужностей із зрідження газу в самій Папуа Новій Гвінеї. За місце для розміщення заводу було обрано затоку Caution Bay в 20 км на північний захід від Порт-Морсбі, куди газ доставляється по трубопроводу Хайдес – Порт-Морсбі через затоку  Папуа.
Сировинною базою перших двох ліній Папуа ЗПГ є газоконденсатні родовища Хайдес, Angore та Juha, а також попутний нафтовий газ родовищ Kutubu, Agogo, Moran та Gobe Main (на останні припадає біля 20% об`єму поставок). В майбутньом очікують можливе розширення заводу на основі ресурсів інших родовищ Центрального Нагір`я, таких як Елк-Антелопе чи П’н’янг.
Потужність двох ліній складає 6,9 млн.т ЗПГ на рік, очікуваний строк роботи – 30 років. Для зберігання продукції встановлено два резервуари по 160000 м3. Відвантаження здійснюється з пірсу довжиною 2,4 км, який забезпечує доступ до глибин, що задовольняють газові супертанкери.
Проект заводу Папуа ЗПГ, введеного в експлуатацію в 2014 році, реалізовано консорціумом у складі ExxonMobil (33,2%), Oil Search (29%), національної нафтової компанії Папуа Нової Гвінеї (16,8%), австралійської Santos (13,5%), японської Nippon Oil (4,7%) та власника земельної ділянки MRDC (2,8%). 
Майже вся продукція реалізується за довгостроковими контрактами, які укладені з  японськими Tokyo Electric Power Company та Osaka Gas (разом 3,3 млн.т на рік), тайванською CPC Corporation (1,2 млн.т) та китайською Sinopec (2 млн.т).